# Simfònica de Cobla i Corda de Catalunya

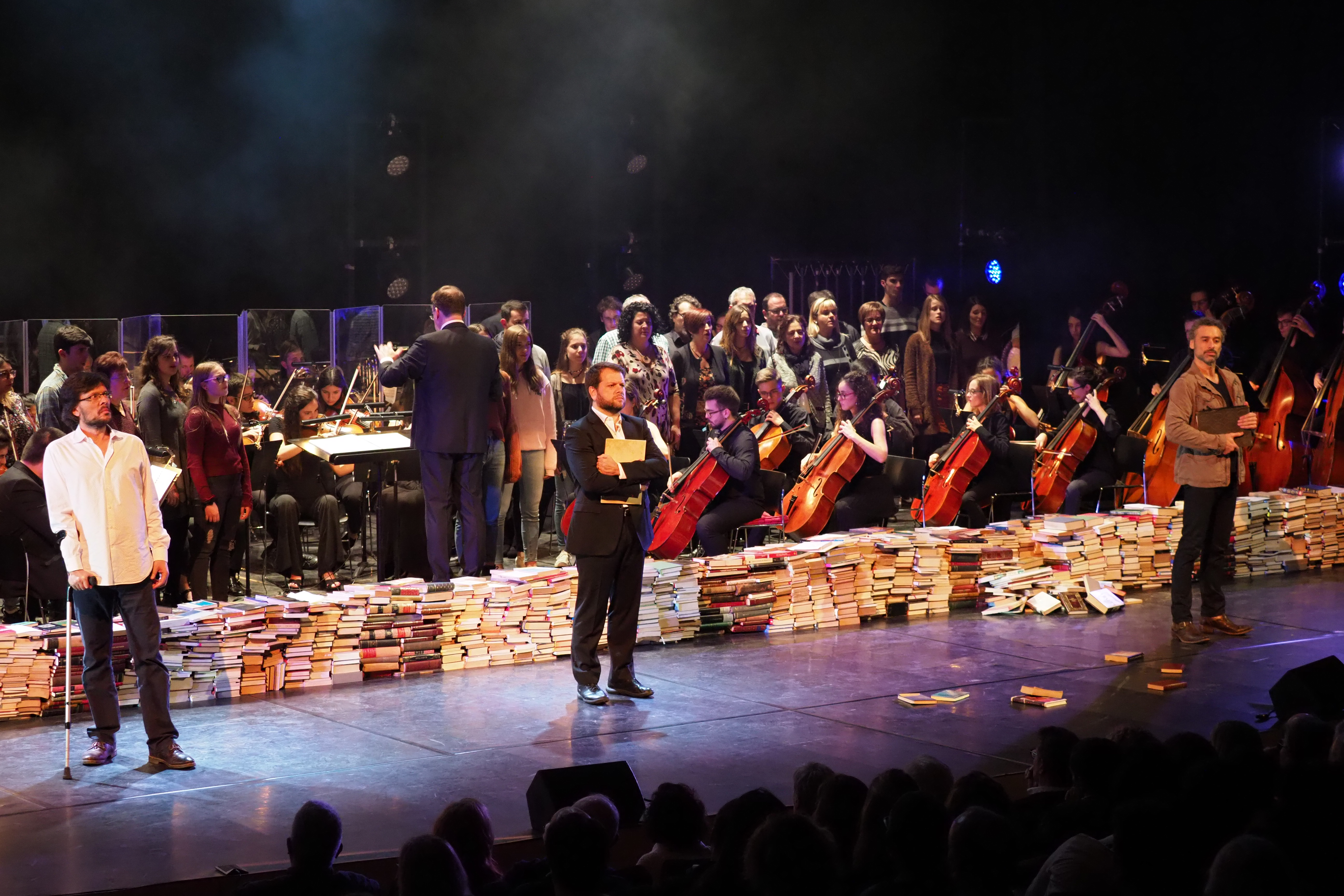
Òpera Llull ®Pere Duran

La Simfònica de Cobla i Corda de Catalunya (SCCC) és una formació inèdita d'orquestra simfònica, en la que se substitueixen els instruments de vent de les tradicionals orquestres simfòniques (oboès, flautes, clarinets i fagots) pels instruments característics de la cobla (tenora, tible, flabiol i fiscorn), a més d'una secció de percussió i ocasionalment arpa, guitarra, piano i altres instruments.

## Discografia
Primera etapa 2008-2010 (La Principal de la Bisbal i Orquestra de Cambra de l'Empordà)
- Sardanes per al món (2008) - Segell discogràfic Audiovisuals de Sarrià
- Inoblidables en concert (2009)- Segell discogràfic Audiovisuals de Sarrià
- Amb Catalunya al cor (2010) - Segell discogràfic Audiovisuals de SarriàTossudament Llach

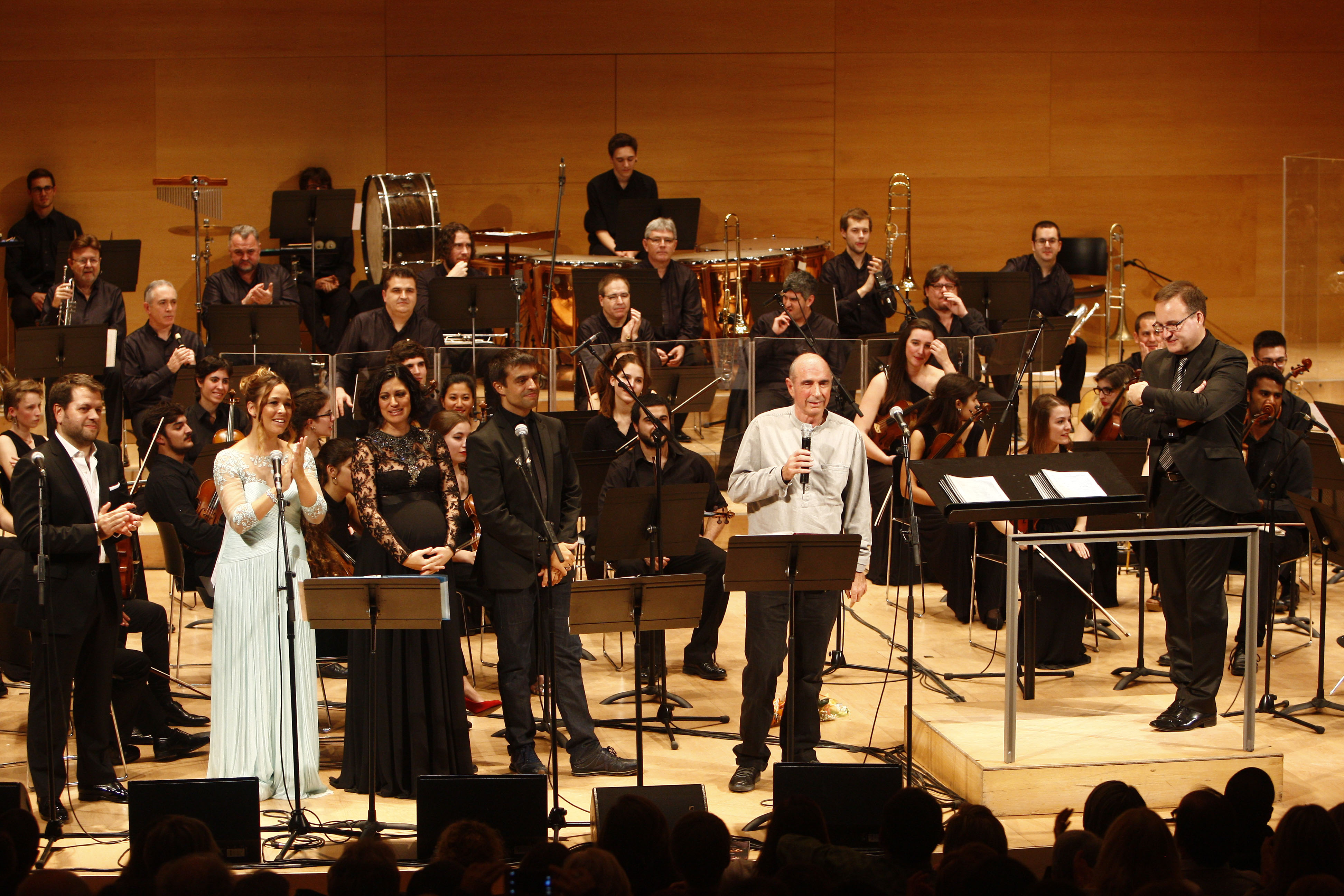
Tossudament Llach

A partir de 2012 (La Principal de la Bisbal i la Jove Orquestra de les Comarques Gironines)
- Llegendes del Cinema (2012) - Segell discogràfic Tritó
- Llegendes del Musical (2013) - Segell discogràfic Tritó
- Llegendes del Pop&Rock (2014) - Segell discogràfic SCCC
- SCCC: The Very Best (2015) - Segell discogràfic SCCC
- Tossudament Llach (2016) amb Manu Guix, Elena Gadel, Roger Padullés i Beth - Música Global[1] Premi Enderrock 2017 al Millor Disc de Clàssica per votació popular.[2]
- Cançó d'amor i de guerra (2017) - Música global[3] Premi Enderrock 2018 al Millor Disc de Clàssica per votació popular.
- Llull. Òpera en un pròleg i dos actes (2018) - Música Global[4] Premi Enderrock 2019 al Millor Disc de Clàssica per votació popular.
- Clàssics Enderrock (2019) - Música Global
- Emociona't amb la SCCC (2020) · 25 anys de Música Global (2020) - Música Global Premi Enderrock 2021 al millor disc de Clàssica per votació popular.